# Walto von Wessobrunn
Walto von Wessobrunn (auch Balto oder Waltho) (* um 1090; †  27. Dezember 1156 oder 1157 in Wessobrunn) war ein deutscher Abt.
Walto, der vermutlich aus adeligem Geschlecht stammte, trat in Wessobrunn zum Mönchtum über und wurde als Benediktiner 1129/30 der 13. Abt des Klosters von Wessobrunn.